# NGC 7341
NGC 7341 este o galaxie situată în constelația Vărsătorul. A fost descoperită în 20 iulie 1885 de către Francis Leavenworth.